# Syndicat des services publics
 (mai 2022).
Si vous disposez d'ouvrages ou d'articles de référence ou si vous connaissez des sites web de qualité traitant du thème abordé ici, merci de compléter l'article en donnant les références utiles à sa vérifiabilité et en les liant à la section « Notes et références ».
Pour les articles homonymes, voir SSP.
Le Syndicat des services publics (SSP, en allemand Verband des Personals öffentlicher Dienste, VPOD) est un syndicat suisse qui regroupe le personnel des administrations, institutions et entreprises communales, cantonales et fédérales.
Le SSP comprend également le personnel des entreprises et institutions mixtes et privées qui remplissent des tâches publiques. Le SSP est indépendant des partis politiques et neutre du point de vue confessionnel. 

## Histoire
Le syndicat SSP-VPOD a été fondé en 1905. Il s'appelait alors la Fédération suisse des ouvriers des communes et des États. En 1920, il a fusionné avec la Fédération suisse des employés des tramways. En 1924, il prend le nom de Schweizerischer Verband des Personals öffentlicher Dienste (VPOD). En Suisse romande, il prend le nom de Syndicat des services publics (SSP) en 1982.
Le SSP est membre de l'Union syndicale suisse. À l'international, il est membre de la Fédération internationale des ouvriers du transport, de l'Internationale des services publics et de l'Internationale de l’éducation. Il comprend plusieurs groupes dont le plus actif est la Section trafic aérien, fondée en 1945.